# Tony André Hansen
Tony André Hansen (* 23. Februar 1979 in Sandefjord) ist ein norwegischer Springreiter und Musiker.

## Karriere
2007 nahm Hansen in Las Vegas als erster Norweger, an einem Weltcup-Finale teil.
Gemeinsam mit Morten Djupvik, Stein Endresen und Geir Gulliksen gewann er 2008 die Bronzemedaille bei den Olympischen Spielen in Peking.
Nach einer positiven Dopingprobe seines Pferdes Camiro wurden dem Team die Medaillen aberkannt und Hansen aufgrund unerlaubter Medikation für viereinhalb Monate gesperrt.

## Privates
Tony André Hansen ist Gitarrist und Background-Sänger der Band Ovation, in der sein Bruder Raymond Bassist ist. Weitere Mitglieder sind Sänger Stian Sætermo, Drummer Boss Næss und Gitarrist, Pianist und Background-Sänger Philip Mohn.
Hansen ist mit der schwedischen Moderatorin und „Sexiest Frau Schwedens 2004“ Jessica Almenäs liiert, mit der er einen Sohn hat (* 2009).

## Pferde
- Camiro (Besitzer: Kjell Christian Ulrichsen)
- Ecu de Mieukestelt